# Mařice pilovitá
Mařice pilovitá (Cladium mariscus) je vytrvalá, vlhkomilná, šáchorovitá rostlina, jediný druh rodu mařice, který se v České republice i v celé Evropě vyskytuje. Druh je kosmopolitně rozšířen, roste v pěti světadílech a nejvíce se vyskytuje v mírném podnebném pásu. Ve střední Evropě však patří k mizejícím druhům a v Česku, kde roste pouze na několika místech v Polabí, je mařice dokonce vážně ohrožena vyhynutím.

## Ekologie
Roste na vlhkých půdách bohatých na vápník, na slatinných loukách, vřesovištích, v blízkosti minerálních pramenů, v močálech, zavlažovacích kanálech i zazemněných nádržích s plytkou, stojatou vodou. Snáší i mírně brakickou vodu.
Je to rostlina konkurenčně silná, šíří se hlavně hustou sítí oddenků, méně často generativně semeny. Za příhodných podmínek vytváří velké jednodruhové kolonie.

## Popis
Mařice pilovitá je vytrvalá, výběžkatá, trsnatá bylina s dlouhými, tlustými, plazivými oddenky rostoucími do hloubky až 50 cm. Těsně zpod povrchu roste silná, nevětvená, dutá, dole oblá a nahoře trojhranná, 0,5 až 2 m vysoká lodyha pokrytá širokými, hnědými listovými pochvami bez jazýčků. Spirálovitě vyrůstající listy jsou tvrdé, čárkovité, kýlnaté, 1 až 1,5 cm široké a téměř 50 cm dlouhé; jsou souběžně žilnaté a po okraji hrubě pilovité.
Drobné, podlouhle vejčité, žlutohnědě zbarvené klásky jsou v počtu tři až deset hustě směstnány do kulatých klubíček a tyto vytvářejí jeden vrcholový a několik úžlabních kruželů v délce až 50 cm. Vejčitý klásek má obvykle v úžlabí pluch pouze dva kvítky bez okvětí, z nich spodní bývá zpravidla samčí a horní oboupohlavný, ten má dvě až tři tyčinky a svrchní semeník s čnělkou nesoucí dvou až trojramennou bliznu. Spodních 3 až 5 plev je bez kvítků. Je větrosnubná rostlina rozkvětající v červenci a srpnu.
Plod je vejčitě trojhranná, hnědá, lesklá, 3 mm velká nažka s krátkým zobáčkem, která bývá po okolí rozptylována vodou nebo roznášena ptáky.

## Využití
V zemích, kde se vyskytuje hojně, bývá rostlina místně sklízena a sloužívá k pokrytí doškových střech.

## Ohrožení
Její výskyt v české přírodě, byť je minimální, je považován za celkem stabilní, všechny její lokality jsou územně chráněny. Sama rostlina je chráněna zákonem, ve vyhlášce „Ministerstva životního prostředí ČR č. 395/1992 Sb. ve znění vyhl. č. 175/2006 Sb.“ je jako kriticky ohrožený druh zařazena pod (§1) a stejně je hodnocena i v „Červeném seznamu cévnatých rostlin České republiky (C1t)“.

## Taxonomie
Vzhledem k obrovskému areálu se druh, na základě drobných morfologických znaků, rozpadá na několik geograficky oddělených poddruhů. V Evropě se vyskytuje pouze nominátní poddruh.
- Cladium mariscus (L.) Pohl subsp. mariscus
- Cladium mariscus (L.) Pohl subsp. californicum (S. Watson) Govaerts
- Cladium mariscus (L.) Pohl subsp. intermedium Kük.
- Cladium mariscus (L.) Pohl subsp. jamaicense (Crantz) Kük.
- Cladium mariscus (L.) Pohl subsp. martii (Roem. & Schult.) T. V. Egorova.[4][12]

## Galerie

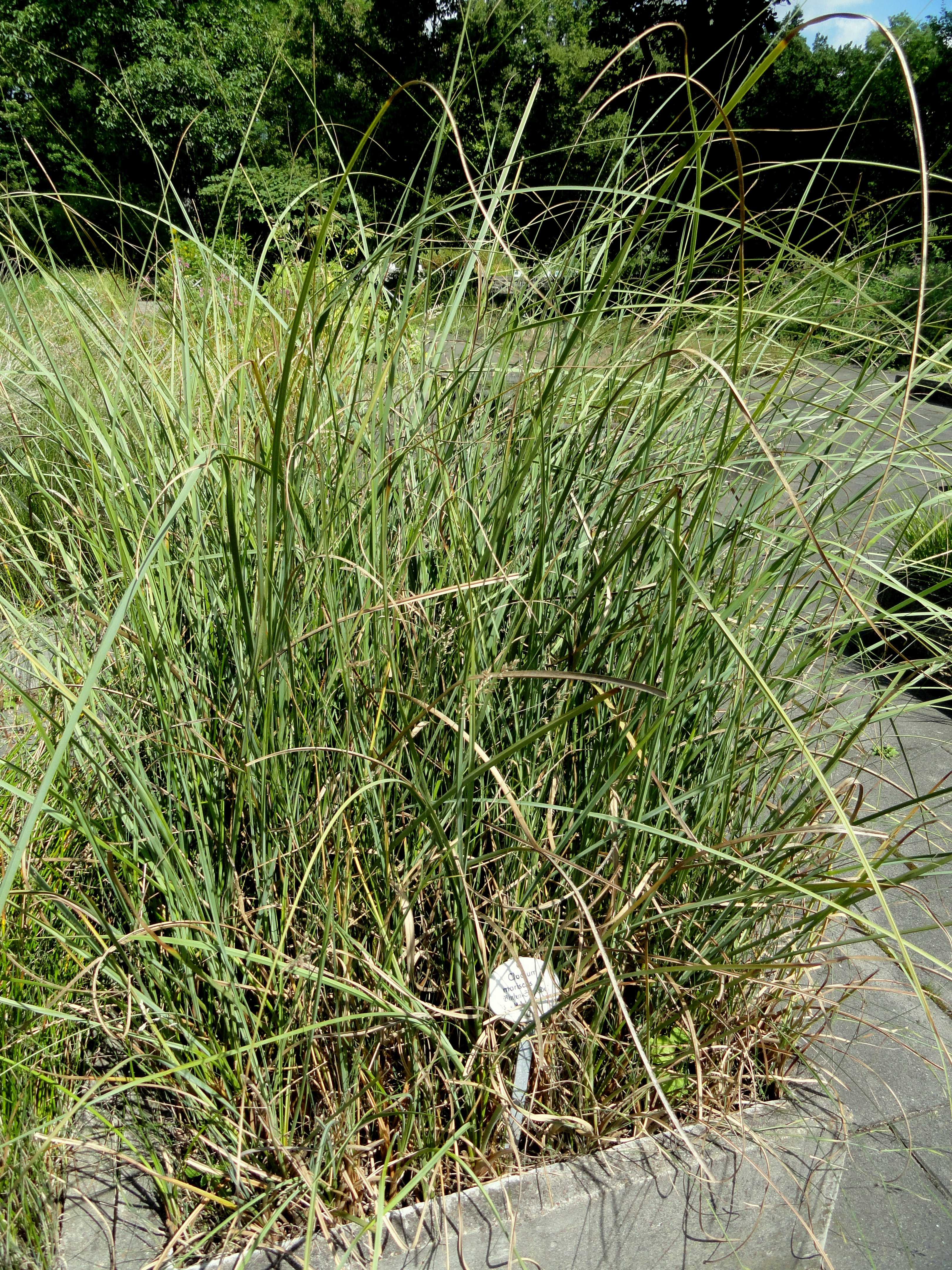
Porost mařice pilovité
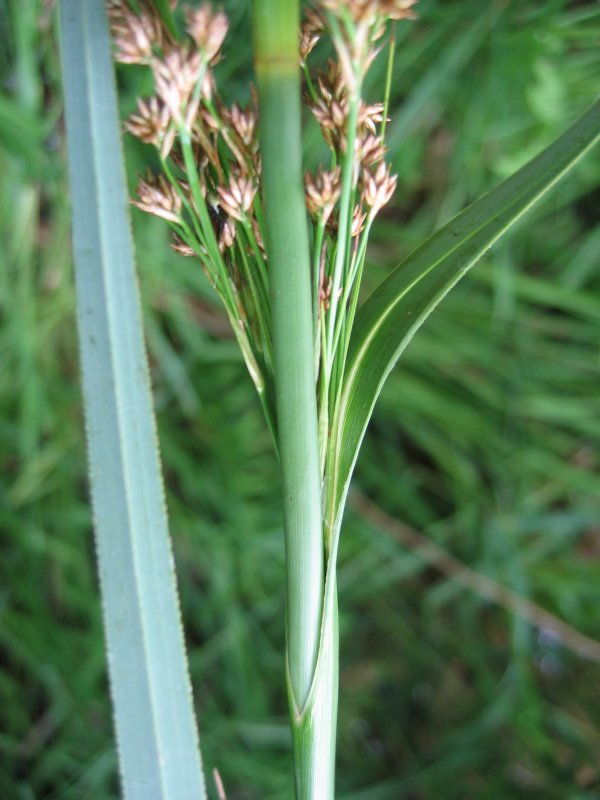
Listy
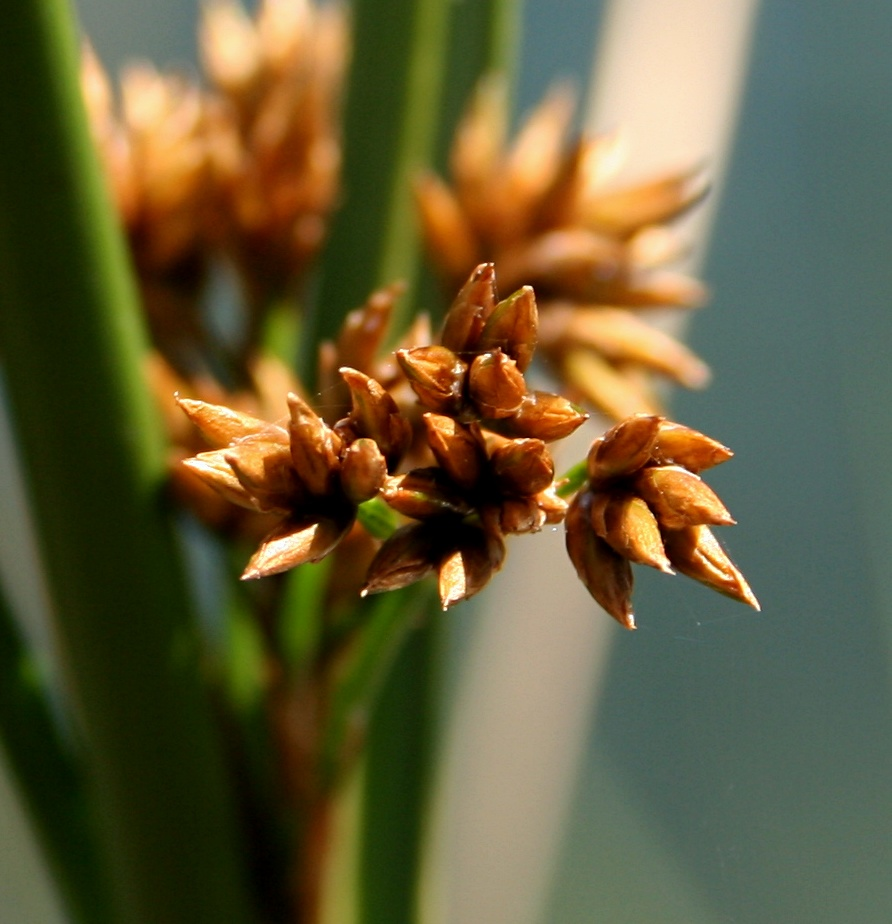
Klásky v klubíčkách
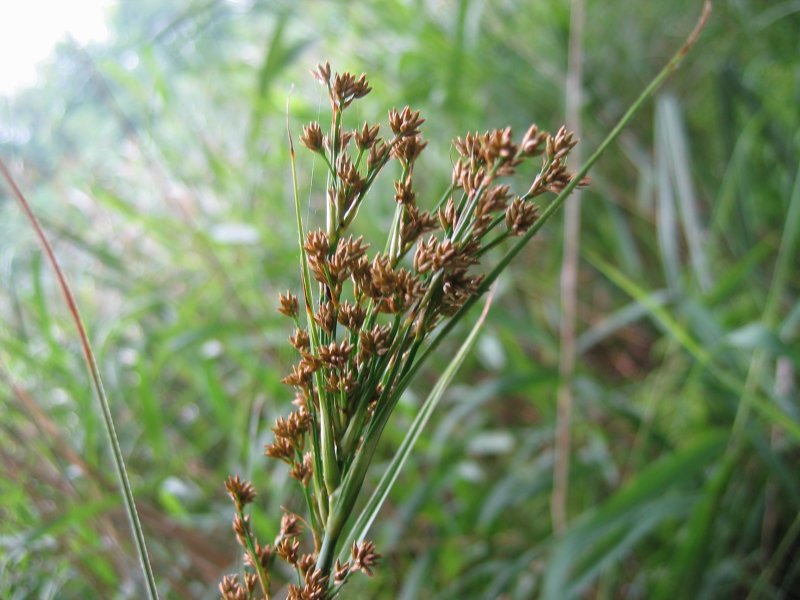
Klubíčka v kruželu